# Midzomerwacht
Midzomerwacht is een compositie van Hugo Alfvén. Deze rapsodie is wellicht het bekendste werk van de Zweedse componist. Aangezien midzomer niet in elk land even bekend is, is het werk in sommige landen bekender onder de subtitel Zweedse rapsodie nr. 1 (Alfvén schreef later nrs. 2 in 1907 en 3 in 1931).

## Geschiedenis
Alfvén componeerde het werk gedurende de periode van juli tot en met oktober 1903, maar deed zijn ideeën op tijdens zijn verblijven in de Archipel van Stockholm gedurende 1892-1895. Na de voltooiing treedt direct onduidelijkheid op. De datum van de eerste uitvoering is eigenlijk onbekend. Alfvén noemde zelf een uitvoering in het voorjaar van 1904 in Hamburg onder leiding van dirigent Julius Spengel, maar daarvan is niets terug te vinden (behalve een brief van Alfvén zelf). Tegenwoordig wordt aangenomen dat de eerste opvoering van het werk plaatsvond op 10 mei 1904, de componist dirigeerde zelf de Hovkapellet in de Koninklijke Opera. Alfvén schreef het werk als reactie op de vele opmerkingen die hij kreeg omtrent zijn werk. Het zou allemaal te serieus zijn (zie bijvoorbeeld zijn cantates); Alfvén componeerde een vrolijk werkje.
De muziek is Allegro moderato en is gebaseerd op Zweedse volksmelodietjes, die vaak tijdens de festiviteiten rond Midzomer te horen waren. De volgende liedjes komen voorbij: Bondbröllop på Svartnö, Össehäradspolskan en Trindskallevisan. Het begin is echter van Alfvén zelf. De muziek werd al snel internationaal opgepakt om uit te groeien tot een bekend werk. Die bekendheid dankte het deels aan het feit dat de melodie vaak werd gebruikt als herkenningsmelodie op de Zweedse Radio. Het is dermate bekend dat hardrockgitarist Ritchie Blackmore van Deep Purple het thema verwerkte in zijn solo in Lazy op Deep Purple in Japan. Op 7 oktober 1954 namen Alfvén en de Hovkapellet het werk op. Het resultaat was de eerste stereouitgave op het gebied van klassieke muziek in Zweden.
Alfvén componeerde het voor:
- 3 dwarsfluiten (III ook piccolo), 3 hobo’s (III ook althobo), 2 klarinetten (II ook esklarinet), 1 basklarinet, 3 fagotten
- 4 hoorns, 2 trompetten, 2 trombones, 1 bastrombone, 1 tuba
- pauken, 2 man/vrouw percussie, 2 harpen
- violen (12 eerste, 12 tweede), 8 altviolen, 8 celli, 6 contrabassen

Van het werk zijn diverse opnamen beschikbaar, in dit geval ook door combinaties buiten Zweden, terwijl de opnamen van andere werken van Alfvén voornamelijk een Zweedse aangelegenheid zijn.